# Arrondissement de Bastia
L'arrondissement de Bastia est une division administrative française, située dans la circonscription départementale de la Haute-Corse et le territoire de la collectivité de Corse.

## Composition

### Composition avant 2015
Liste des cantons de l'arrondissement de Bastia :
- canton de Bastia-1 (et ancien canton de Bastia-Terravecchia) ;
- canton de Bastia-2 ;
- canton de Bastia-3 ;
- canton de Bastia-4 ;
- canton de Borgo ;
- canton de Bastia-6[1] ;
- canton de Bastia-5[2] (et ancien canton de Bastia Terranova);
- canton de Capobianco ;
- canton de Sagro-di-Santa-Giulia ;
- canton de San-Martino-di-Lota.

Le 1er janvier 2010, les cantons de La Conca-d'Oro et du Haut-Nebbio sont transférés de l'arrondissement de Bastia à celui de Calvi, ceux d'Alto-di-Casaconi, de Campoloro-di-Moriani, de Fiumalto-d'Ampugnani et de Vescovato à celui de Corte.

### Découpage communal depuis 2015
Depuis 2015, le nombre de communes des arrondissements varie chaque année soit du fait du redécoupage cantonal de 2014 qui a conduit à l'ajustement de périmètres de certains arrondissements, soit à la suite de la création de communes nouvelles. Le nombre de communes de l'arrondissement de Bastia reste quant à lui inchangé depuis 2015 et égal à 27.
Au 1er janvier 2024, l'arrondissement groupe les 27 communes suivantes :
1. Barrettali
2. Bastia
3. Biguglia
4. Borgo
5. Brando
6. Cagnano
7. Canari
8. Centuri
9. Ersa
10. Furiani
11. Lucciana
12. Luri
13. Meria
14. Morsiglia
15. Nonza
16. Ogliastro
17. Olcani
18. Olmeta-di-Capocorso
19. Pietracorbara
20. Pino
21. Rogliano
22. San-Martino-di-Lota
23. Santa-Maria-di-Lota
24. Sisco
25. Tomino
26. Vignale
27. Ville-di-Pietrabugno

## Démographie
En 2022, l'arrondissement comptait 92 842 habitants.
| 1968   | 1975   | 1982   | 1990   | 1999   | 2006    | 2011   | 2016   | 2021   |
| ------ | ------ | ------ | ------ | ------ | ------- | ------ | ------ | ------ |
| 53 598 | 61 125 | 66 058 | 64 842 | 68 815 | 105 917 | 83 249 | 87 776 | 93 200 |

| 2022   | - | - | - | - | - | - | - | - |
| ------ | - | - | - | - | - | - | - | - |
| 92 842 | - | - | - | - | - | - | - | - |

## Sous-préfets
- Robert Miguet : 1972-1974 : sous-préfet de Bastia